# Vierge dorée (Amiens)
La Vierge dorée est une sculpture du trumeau du portail du bras sud du transept de la cathédrale d'Amiens qui représente une Vierge à l'Enfant. Son nom lui vient de la polychromie dorée dont les traces sont encore visibles de nos jours.

## Historique
La statue de la Vierge dorée ornait le trumeau du portail dont l'iconographie sculptée est consacrée à saint Honoré, évêque d'Amiens. C'est à partir du XVIIIe siècle, qu'elle fut désignée sous le nom de Vierge dorée. En 1980, afin de la préserver des intempéries et de la pollution, la statue fut démontée et, après restauration, replacée à l'intérieur de la cathédrale contre le pilier de la chapelle Saint-Pierre-et-Saint-Paul. Un moulage recouvert d'une patine dorée remplace depuis, l'original au trumeau du portail.

## Caractéristiques
La statue de la Vierge dorée mesure 2,30 m de haut, elle daterait des années 1240, elle marque une évolution de la statuaire mariale au Moyen Âge. Le poids du corps reposant sur la jambe gauche, un léger déhanchement a été représenté par l'artiste resté anonyme. La Vierge porte l'Enfant Jésus sur le bras gauche et le regarde en souriant. C'est là une des premières représentations de Vierge hanchée de l'époque médiévale. La finesse des traits du visage de la Vierge, son sourire tendre et gracieux ainsi que l'aspect enfantin de Jésus contrastent avec l'aspect quelque peu hiératique de la Vierge à l'Enfant du portail de la Mère-Dieu de la façade occidentale de la cathédrale.

Selon Iliana Kasarska du Centre André Chastel : 

« Les proportions allongées, l'élégance du déhanchement, la générosité des plis de son manteau ainsi que le sourire subtil dirigé vers l'Enfant en font l'une des statues les plus célèbres de l'art gothique. »

## Moulages de la statue
- Un moulage de la Vierge dorée d'Amiens est présenté dans les collections permanente du Musée des monuments français à Paris[6].
- Un moulage de la Vierge dorée d'Amiens est présenté dans les collections du Musée des Beaux-Arts Pouchkine de Moscou.